# Vista Hermosa, Olinalá
Vista Hermosa är en ort i Mexiko.   Den ligger i kommunen Olinalá och delstaten Guerrero, i den sydöstra delen av landet, 180 km söder om huvudstaden Mexico City. Vista Hermosa ligger 1 553 meter över havet och antalet invånare är 219.
Terrängen runt Vista Hermosa är huvudsakligen kuperad. Vista Hermosa ligger uppe på en höjd. Runt Vista Hermosa är det ganska glesbefolkat, med 28 invånare per kvadratkilometer. Närmaste större samhälle är Huamuxtitlán, 16,8 km sydost om Vista Hermosa. I omgivningarna runt Vista Hermosa växer huvudsakligen savannskog.